# Dieter Dierks

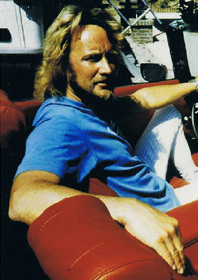
Dieter Dierks

Dieter Dierks (ur. 9 lutego 1943 w Pulheim) – niemiecki producent muzyczny. Współpracował m.in. z zespołem Scorpions (1975–1990). Właściciel wytwórni muzycznej Dierks Studios zlokalizowanej niedaleko Kolonii.
Pracował z takimi zespołami i wykonawcami jak m.in.:
| - 1969 – Ihre Kinder / Ihre Kinder - 1969 – Various Artists / Atlantic Jazz Fusion - 1970 – Orange Peel / Orange peel - 1970 – Hairy Chapter / Eyes - 1971 – Hairy Chapter / Can't get through - 1971 – Dull Knife / Electric Indian - 1971 – Embryo / Embryo's Rache - 1971 – Epsilon / Move On - 1971 – Frame / Frame of Mind - 1971 – Gila / Free Electric Sound - 1971 – Rufus Zuphall / Phallobst - 1971 – Tangerine Dream / Alpha Centauri - 1971 – Witthueser und Westrupp / Trips und Traeume - 1971 – Wallenstein / Blitzkrieg - 1972 – Message / The Dawn anew is coming - 1972 – Emtidi / Saat - 1972 – Ash Ra Tempel / Schwingungen - 1972 – Ash Ra Tempel / Seven Up - 1972 – Wallenstein / Mother Universe - 1972 – Demon Thor / Anno 1972 - 1972 – Hoelderlin / Hoelderlins Traum - 1972 – Jeronimo / Time Ride - 1972 – Jerry Berkers / Unterwegs - 1972 – Nektar / A Tab in the Ocean - 1972 – Nektar / Journey to the Centre of the Eye - 1972 – Midnight Circus / Midnight Circus - 1972 – Pell Mell / Marburg - 1972 – Tangerine Dream / Zeit - 1972 – Twenty Sixty Six & Then / Reflections of the Future - 1972 – Walpurgis / Queen of Saba - 1972 – Wind / Morning - 1972 – Witthueser und Westrupp / Bauer Plath - 1972 – Electric Sandwich / Electric Sandwich - 1973 – Tangerine Dream / Atem - 1973 – Wallenstein / Stories, Songs & Symphonies - 1973 – Ash Ra Tempel / Join Inn - 1973 – Ash Ra Tempel / Starring Rosi - 1973 – Embryo / Rocksession - 1973 – Floh de Cologne / Geier Symphonie - 1973 – Jane / Here we are - 1973 – Lily / V.C.U. - 1973 – Message / From Books and Dreams - 1973 – Nektar / Sounds like this - 1973 – Passport / Handmade - 1973 – Walter Wegmueller / Tarot - 1974 – Birth Control / Live - 1974 – The Cosmic Jokers / Cosmic Jokers - 1974 – The Cosmic Jokers / Planeten Sit-In - 1974 – The Cosmic Jokers / Galactic Supermarket - 1974 – The Cosmic Jokers / Sci-Fi Party - 1974 – Demon Thor / Written in the Sky - 1974 – Eric Burdon Band / Sun Secrets - 1974 – Sergius Golowin / Lord Krishna von Goloka - 1974 – Grobschnitt / Ballermann - 1974 – Passport / Looking Thru - 1974 – Passport / Cross-Collateral - 1974 – Popol Vuh / Seligpreisung | - 1974 – Santiago / New Guitar - 1975 – Omega / Omega - 1975 – Tea / The Ship - 1975 – Eric Burdon Band / Stop - 1975 – Scorpions / In Trance - 1976 – Scorpions / Virgin Killer - 1976 – Schicke Fuehrs Froehling / Symphonic Pictures - 1976 – Jackie Carter / Treat me like a Woman - 1976 – Lady / Lady - 1976 – Passport / Infinity Machine - 1976 – Tea / Tax Exile - 1977 – Schicke Fuehrs Froehling / Sunburst - 1978 – Nektar / Down the Ears - 1978 – Galaxy / Nature's Clear Well - 1978 – Schicke Fuehrs Froehling / Ticket to Everywhere - 1978 – Scorpions / Taken by Force - 1978 – Scorpions / Tokyo Tapes - 1979 – Scorpions / Lovedrive - 1979 – Scorpions / The Best of the Scorpions - 1980 – Scorpions / Animal Magnetism - 1981 – Rory Gallagher / Jinx - 1982 – Plasmatics / Coup d'Etat - 1982 – Revolver / First Shot - 1982 – Scorpions / Black Out - 1982 – Warning / Warning II - 1983 – Accept / Balls to the Wall - 1984 – Scorpions / Love at First Sting - 1984 – Scorpions / Love at First Sting - 1984 – Black N'Blue / Black N'Blue - 1984 – Scorpions / Living for Tomorrow/Bad Boys Running Wild - 1985 – Accept / Metal Heart - 1985 – Scorpions / World Wide Live - 1985 – Twisted Sister / Come Out and Play - 1988 – Scorpions / Savage Amusement - 1989 – Accept / Eat the Heat - 1990 – New Legend / New Legend - 1996 – Various Artists / Bordello of Blood - 1997 – Scorpions / Deadly Sting: The Mercury Years - 1998 – Various Artists / Geffen Vintage 80's Presents: It Rocks - 1998 – Klaus Doldinger / Cross Collateral - 1998 – Various Artists / Heard it on the Radio: FM Hits, Vol.1 - 1999 – Various Artists / Jawbreaker - 2000 – Scorpions / In Trance / Virgin Killer - 2000 – Michael Schenker / Into the Arena 1972-1995 - 2001 – Various Artists / Heart of Metal, Vol.2 - 2001 – Scorpions / 20th Century Masters: The Millennium Collection - 2001 – Black N'Blue / Ultimate Collection - 2002 – Scorpions / Bad for Good: The Very Best of Scorpions - 2002 – Tangerine Dream / Alpha Centaury - 2002 – Various Artist / Like, Omigod! The 80's Pop Culture Box - 2003 – Tangerine Dream / Atem - 2003 – Scorpions / Ballads (DVD) - 2004 – Scorpions / Box of Scorpions - 2004 – Accept / Metal Hearts - 2004 – Nektar / Journey to the Centre - 2004 – Nektar / Tab in the Ocean - 2004 – Accept / Eat the Heat - 2005 – Nisha Kataria / If You Want to Be Mine |